# Дэнъэнтёфу

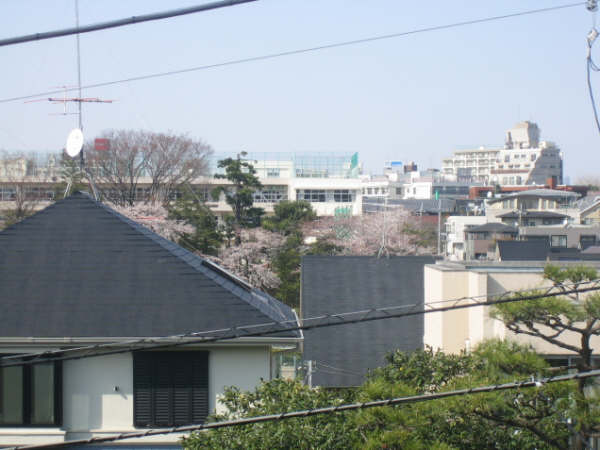

Дэнъэнтёфу (яп. 田園調布 Дэнъэнтё:фу) — токийский район, расположен в специальном районе Ота, вдоль реки Тама, естественной границы между Токио, Кавасаки и Канагавой. В районе имеется станция Дэнъэнтёфу на железнодорожных линиях Тоёко и Мэгуро. Дэнъэнтёфу включает в себя множество отдельных загородных домов в различных стилях, включая японский неоклассический, стиль эпохи короля Эдуарда, швейцарские коттеджи и современные архитектурные конструкции.

## История

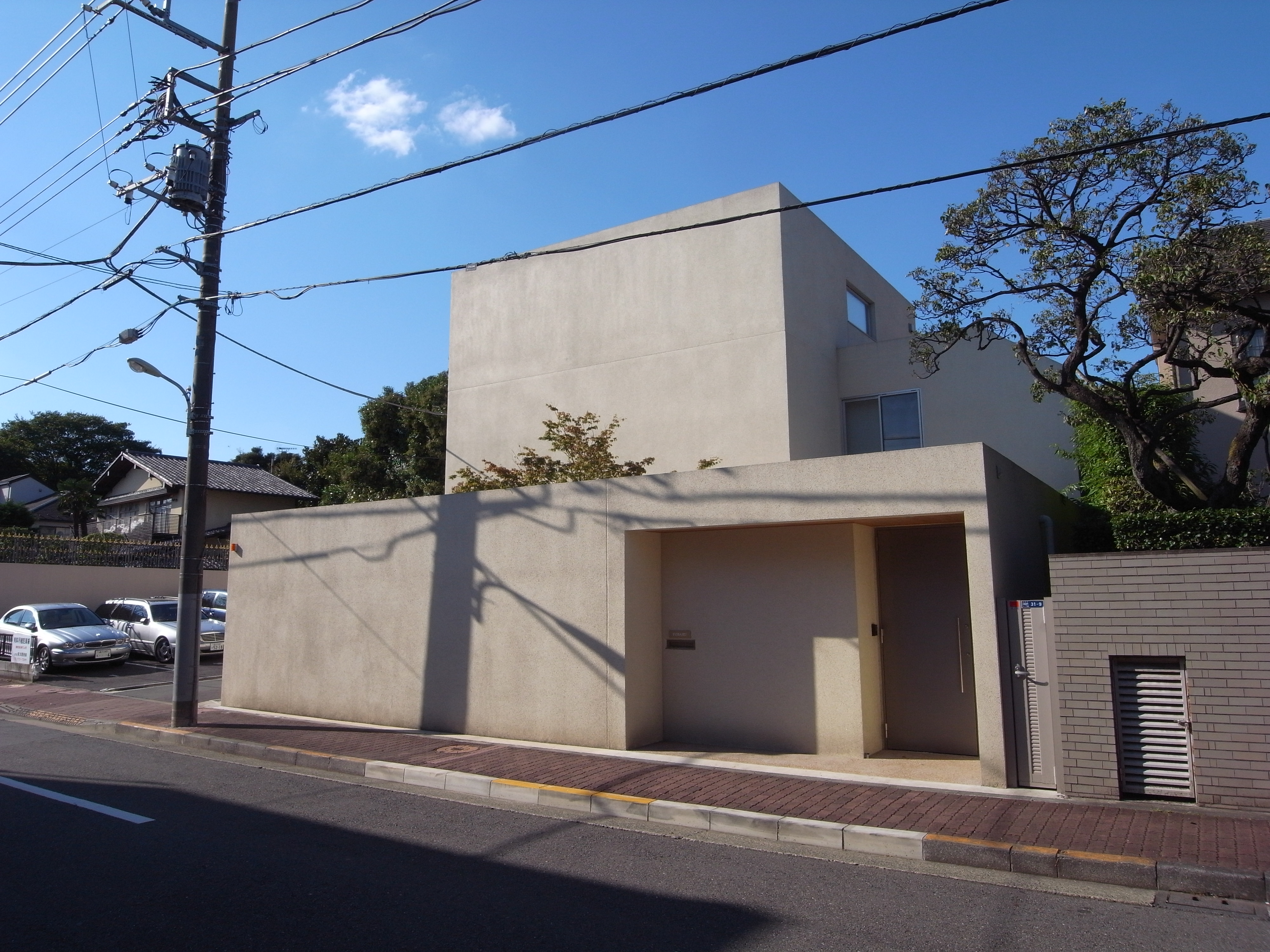

В 1898 году британский градостроитель Эбенизер Говард опубликовал книгу «Города-сады будущего», в которой выдвинул концепцию «города-сада», в противовес существующим большим городам с их перенаселённостью, антисанитарией и неконтролируемым ростом. Одним из читателей этой книги был известный японский промышленник Сибусава Эйити, «отец японского капитализма». Проникнувшись идеями британца, он решил воплотить их в жизнь. Купив большой участок земли у реки за пределами Токио, Сибусава нанял для планировки британских специалистов. Новый пригород он назвал Дэнъэнтёфу, в переводе на русский «пригород-сад». Популярности нового района способствовало то что когда во время Великого землетрясения Канто центр Токио был разрушен, Дэнъэнтёфу остался практически нетронутым. После Второй мировой войны исход обеспеченных жителей из центральной части японской столицы в менее населённые и более чистые пригороды укрепило положение Дэнъэнтёфу.
Тихий, хорошо спланированный район, расположенный всего в 10 километрах от центра Токио, включает природные парки и пользуется популярностью у многих представителей японской элиты, а также богатых экспатов. В районе есть английская школа. Для сохранения преимуществ жизни в Дэнъэнтёфу в нём введены собственные правила строительства.

## Известные жители
- Юкио Хатояма, бывший премьер-министр.
- Ёсинори Кобаяси, мангака.
- Синтаро Исихара, писатель, бывший губернатор Токио.
- Хироси Ицуки, певец и композитор.
- Макс Мацуура, автор песен, музыкальный продюсер и радиоведущий.
- Сигэо Нагасима, бейсболист и бейсбольный менеджер.
- Киити Накаи, киноактёр.
- Кацуя Номура, бейсболист и бейсбольный менеджер.